# Фефелей
Фефелей (рум. Fefelei) — село у повіті Прахова в Румунії. Адміністративно підпорядковане місту Мізіл.
Село розташоване на відстані 69 км на північний схід від Бухареста, 33 км на схід від Плоєшті, 132 км на захід від Галаца, 96 км на південний схід від Брашова.

## Населення
За даними перепису населення 2002 року у селі проживали 517 осіб, з них 516 осіб (99,8%) румунів. Рідною мовою 516 осіб (99,8%) назвали румунську.